# Pebbles
Pebbles (1981–2005) est une jument de course pur-sang anglais, née en Angleterre de l'union de Sharpen Up et La Dolce, par Connaught. Membre du Hall of Fame des courses britanniques, elle est l'une meilleures juments des années 1980.

## Carrière de courses
Pebbles manque ses débuts en compétition, terminant non placée d'un maiden pour 2 ans, mais elle en appelle vite de cette défaite en remportant aisément deux courses et surtout en poussant son entraîneur à abattre ses cartes : Clive Brittain déclare dans la presse britannique que la pouliche est l'une des plus douées qu'il ait jamais entraînées. Reste à confirmer en piste, face aux meilleures. Et ce n'est pas sa quatrième place dans les Lowther Stakes (Gr.2) qui va y aider, encore moins sa cinquième place dans un groupe 3 à Goodwood. Mais Brittain croit en sa pouliche et la présente au départ des Cheveley Park Stakes, où elle s'élance à une cote d'outsider, 33/1. Mais cette fois, elle lui donne raison en échouant d'une tête pour la victoire. 
De retour à l'âge classique, Pebbles commence sa campagne par une victoire dans les Nell Gwyn Stakes (Gr.3), une préparatoire aux 1000 Guinées où elle s'annonce en prétendante sérieuse. Nerveuse comme souvent, elle fait des difficultés avant la course, mais une fois lancée elle survole l'épreuve, l'emportant de 3 longueurs. Désormais lauréate classique, son chemin doit passer par les Oaks d'Epsom mais c'est le moment que choisit le Cheikh Mohammed Al Maktoum pour s'en porter acquéreur, à une époque où le prix des pur-sang connaît une flambée sans précédent et où l'on s'arrache à coups de millions des prospects pour l'élevage. Les nouveaux propriétaires décident dans un premier temps de cantonner la pouliche au mile et bouleversent son programme d'entraînement en vue des Coronation Stakes (Gr.2) durant le meeting d'Ascot. Elle y subit sa première défaite de l'année, devancée par la lauréate des 1000 Guinées irlandaises, Katies. Une revanche devait avoir lieu dans les Falmouth Stakes (Gr.2), mais Pebbles se blesse et doit être mise au repos jusqu'à l'automne. Et rentre directement dans les Champion Stakes, son premier essai au-delà du mile. Là encore elle surprend, face aux mâles et aux chevaux d'âge : bien plus calme qu'à l'accoutumée, elle prend une bonne deuxième place derrière le Français Palace Music, vainqueur en un temps record. Dans les classements internationaux de fin d'année, Pebbles est considérée comme la cinquième meilleure pouliche européenne derrière la championne Northern Trick, Katies, la lauréate des Oaks Circus Plume et celle des Irish Oaks Princess Pati. Mais le meilleur est à venir.
Restée à l'entraînement à 4 ans, Pebbles va enfin donner sa pleine mesure, en cette année 1985. Sa campagne commence par une victoire dans le Sandown Mile (Gr.2) puis elle affronte le vainqueur du St Leger Commanche Run dans les Prince of Wales's Stakes (Gr.2) à Ascot en juin, mais tous deux doivent baisser pavillon devant l'outsider Bob Back : Pebbles finit troisième, ce sera sa seule défaite de l'année. Car ensuite elle va accomplir l'un des plus beaux exploits de sa carrière en remportant une course qu'aucune jument n'a gagné depuis sa création en 1886, les Eclipse Stakes, le rendez-vous traditionnel des classiques du printemps avec les chevaux d'âge. Elle y défait le favori Rainbow Quest, récent vainqueur de la Coronation Cup et prochain lauréate du Prix de l'Arc de Triomphe. Clive Brittain confiera plus tard avoir usé d'un stratagème le jour de la victoire : redoutant le tempérament volcanique de sa jument, qui perdait beaucoup d'influx avant les courses, il l'amena très en retard au rond de présentation puis la ressortir pour la re-seller, retardant d'autant la course mais permettant à Pebbles d'avoir le temps de se détendre. La jument réapparaît à l'automne, dans une édition des Champion Stakes de très haute volée, avec le tenant du titre Palace Music, le Derby-winner Slip Anchor et Commanche Run, qui a entretemps fait sien les International Stakes et les Irish Champion Stakes. Mais tous doivent regarder Pebbles s'envoler, de trois longueurs devant Palace Music et Slip Anchor, une performance qui la place très haut dans la hiérarchie mondiale. Et une aisance qui incite son propriétaire à la supplémenter, pour la modique somme de $ 240 000 dans la Breeders' Cup Turf, disputée à New-York sur l'hippodrome d'Aqueduct. Bien qu'elle passe des 2 000 mètres en ligne droite des Champion Stakes aux 2 400 mètres sur le tourniquet d'Aqueduct, elle est installée grande favorite. Brittain doit encore ruser pour épargner une montée en tension sa jument, et parvient à esquiver la stressante parade d'avant-course. Et c'est une Pebbles pleine d'assurance qui vient cueillir sur le poteau le champion australien Strawberry Road, battant au passage le record de l'épreuve. 
Ainsi termine-t-elle sa carrière sous les honneurs, nantie d'un excellent rating de 135 décerné par Timeform, qui fait d'elle son cheval de l'année. Sur la foi de sa seule victoire dans le Turf, les Américains la consacrent jument de l'année sur le turf tandis qu'en Angleterre elle est élue cheval de l'année. Dans leur livre A Century of Champions, Tony Morris et John Randall la classe quatrième meilleure pouliche des îles britanniques au 20e siècle derrière Pretty Polly, Sun Chariot et Sceptre, et en 2023 elle est introduite au Hall of Fame des courses britanniques. Outre ses performances sur les pistes, Pebbles est restée fameuse pour son tempérament excentrique. Très difficile à entraîner, elle peaufinait sa préparation physique en piscine davantage que sur une piste de galop, et requérait pour rester calme la compagnie d'un cheval hongre nommé Come On The Blues (un ancien champion de courses d'obstacles), qui la suivit jusqu'en Amérique. Elle était célèbre aussi pour boire une pinte de Guiness par jour.  

### Résumé de carrière
| Date         | Hippodrome   | Pays        | Course                      | Statut      | Distance    | Jockey      | Place       | Écart       | Vainqueur ou deuxième |
| 1983, 2 ans  | 1983, 2 ans  | 1983, 2 ans | 1983, 2 ans                 | 1983, 2 ans | 1983, 2 ans | 1983, 2 ans | 1983, 2 ans | 1983, 2 ans | 1983, 2 ans           |
| ------------ | ------------ | ----------- | --------------------------- | ----------- | ----------- | ----------- | ----------- | ----------- | --------------------- |
| 30 mai       | Sandown Park | Royaume-Uni | Maiden                      |             | 1 000 m     | P. Robinson | 14e / 17    |             | Sperrin Mist          |
| 9 juin       | Newbury      | Royaume-Uni | Kingsclere Stakes           |             | 1 200 m     | P. Robinson | 1er / 7     | 4           | Refill                |
| 25 juin      | Newmarket    | Royaume-Uni | Childwick Stud Stakes       |             | 1 200 m     | P. Robinson | 1er / 13    | 3           | Sajeda                |
| 17 août      | York         | Royaume-Uni | Lowther Stakes              | Gr. 2       | 1 200 m     | P. Robinson | 4e / 9      |             | Prickle               |
| 26 août      | Goodwood     | Royaume-Uni | Waterford Candelabra Stakes | Gr. 3       | 1 400 m     | J. Mercer   | 5e / 8      |             | Shoot Clear           |
| 28 septembre | Newmarket    | Royaume-Uni | Cheveley Park Stakes        | Gr. 1       | 1 200 m     | P. Robinson | 2e / 12     |             | Desirable             |
| 1984, 3 ans  |              |             |                             |             |             |             |             |             |                       |
| 19 avril     | Newmarket    | Royaume-Uni | Nell Gwyn Stakes            | Gr. 3       | 1 400 m     | P. Robinson | 1er / 9     | 1           | Leipzig               |
| 3 mai        | Newmarket    | Royaume-Uni | 1000 Guineas                | Gr. 1       | 1 600 m     | P. Robinson | 1er / 15    | 3           | Meis El-Reem          |
| 20 juin      | Ascot        | Royaume-Uni | Coronation Stakes           | Gr. 2       | 1 600 m     | L. Piggott  | 2e / 10     | 1 ½         | Katies                |
| 20 octobre   | Ascot        | Royaume-Uni | Champion Stakes             | Gr. 1       | 2 000 m     | P. Robinson | 2e / 15     | enc.        | Palace Music          |
| 1985, 4 ans  |              |             |                             |             |             |             |             |             |                       |
| 26 avril     | Sandown Park | Royaume-Uni | Sandown Mile                | Gr. 2       | 1 400 m     | S. Cauthen  | 1er / 7     | 1 ½         | Vacarme               |
| 18 juin      | Ascot        | Royaume-Uni | Prince of Wales's Stakes    | Gr. 1       | 2 000 m     | S. Cauthen  | 2e / 4      | 1 ½         | Bob Back              |
| 18 juin      | Sandown Park | Royaume-Uni | Eclipse Stakes              | Gr. 1       | 2 000 m     | S. Cauthen  | 1er / 4     | 2           | Rainbow Quest         |
| 19 octobre   | Newmarket    | Royaume-Uni | Champion Stakes             | Gr. 1       | 2 000 m     | P. Eddery   | 1er / 10    | 3           | Slip Anchor           |
| 2 novembre   | Aqueduct     | États-Unis  | Breeders' Cup Turf          | Gr. 1       | 2 400 m     | P. Eddery   | 1er / 14    | enc.        | Strawberry Road       |

## Au haras
Pebbles fut présentée aux meilleurs étalons de son temps, les Nureyev, Caerleon, Green Desert et autres Reference Point. Mais aucun de ses produits ne put se mettre en évidence sur les pistes. En 1996 elle est envoyée au haras japonais du Cheikh, Fukumitsu Farm, mais ses fiançailles nippones n'eurent guère plus de succès. Elle fut retirée de la montée en 2002 et mourut trois ans plus tard. 

## Origines
Pebbles est le premier produit, et le seul à faire preuve de qualité, de La Dolce, une assez bonne jument qui se classa cinquième des Oaks. Son père, Sharpen Up, remporta les Middle Park Stakes fut un grand étalon dont l'influence perdure notamment grâce à ses fils Diesis, Selkirk ou Kris, eux-mêmes de très bons reproducteurs.

### Pedigree
| Origines de Pebbles (GB), jument alezane née en 1981 | Origines de Pebbles (GB), jument alezane née en 1981 | Origines de Pebbles (GB), jument alezane née en 1981 | Origines de Pebbles (GB), jument alezane née en 1981 |
| ---------------------------------------------------- | ---------------------------------------------------- | ---------------------------------------------------- | ---------------------------------------------------- |
| Père Sharpen Up 1969                                 | Atan 1961                                            | Native Dancer                                        | Polynesian                                           |
| Père Sharpen Up 1969                                 | Atan 1961                                            | Native Dancer                                        | Geisha                                               |
| Père Sharpen Up 1969                                 | Atan 1961                                            | Mixed Marriage                                       | Tudor Minstrel                                       |
| Père Sharpen Up 1969                                 | Atan 1961                                            | Mixed Marriage                                       | Persian Maid                                         |
| Père Sharpen Up 1969                                 | Rocchetta 1961                                       | Rockefella                                           | Hyperion                                             |
| Père Sharpen Up 1969                                 | Rocchetta 1961                                       | Rockefella                                           | Rockfel                                              |
| Père Sharpen Up 1969                                 | Rocchetta 1961                                       | Chambiges                                            | Majano                                               |
| Père Sharpen Up 1969                                 | Rocchetta 1961                                       | Chambiges                                            | Chanterelle                                          |
| Mère La Dolce 1976                                   | Connaught 1965                                       | St. Paddy                                            | Aureole                                              |
| Mère La Dolce 1976                                   | Connaught 1965                                       | St. Paddy                                            | Edie Kelly                                           |
| Mère La Dolce 1976                                   | Connaught 1965                                       | Nagaika                                              | Goyama                                               |
| Mère La Dolce 1976                                   | Connaught 1965                                       | Nagaika                                              | Naim                                                 |
| Mère La Dolce 1976                                   | Guiding Light 1965                                   | Crepello                                             | Donatello                                            |
| Mère La Dolce 1976                                   | Guiding Light 1965                                   | Crepello                                             | Crepuscule                                           |
| Mère La Dolce 1976                                   | Guiding Light 1965                                   | Arbitrate                                            | Arbar                                                |
| Mère La Dolce 1976                                   | Guiding Light 1965                                   | Arbitrate                                            | Above Board (Famille 2-f)                            |